# Primula flaccida
Primula flaccida là một loài thực vật có hoa trong họ Anh thảo. Loài này được N.P. Balakr. miêu tả khoa học đầu tiên năm 1970.